# 伊達村成
伊達 村成（だて むらしげ）は、江戸時代中期の仙台藩一門第二席・亘理伊達家第6代当主。

## 生涯
貞享3年（1686年）、亘理伊達家第5代当主・伊達実氏の長男として生まれる。幼名は兵力。
元禄4年（1691年）4月、6歳のとき、狩猟のために、亘理を訪れた藩主伊達綱村に初めて拝謁する。元禄11年（1698年）9月、仙台城で、藩主綱村の加冠により元服し、偏諱を受けて村成と名乗る。宝永4年（1707年）、父・実氏の隠居により、家督を相続し亘理邑主となる。
家臣荒川方秀に天流刀術を、家臣半沢幸高に一宮流居台術を学び、その伝を極めた。
宝永2年（1705年）藩主吉村に長女英姫が誕生した際、蟇目役を務める。正徳2年（1712年）2月、幕府より日光東照宮修復の命が下り総奉行を務める。
享保11年（1726年）1月21日、疱瘡で死去した。享年41。臨終前に、庶長子の初太郎（村実）を嗣子とすることを願出て許された。